# Casa de Ivrea
La Casa de Ivrea, llamada también Casa de los Condes Palatinos de Borgoña o Casa de los Ascarídas, fue un linaje noble originario del condado de Oscheret del Reino de Borgoña. Los miembros de este linaje fueron  durante siglos condes de Borgoña y reyes de Italia y reyes de León y Castilla e "Imperator totius Hispaniae" Emperador de todas las Españas y reyes de Nápoles y Sicilia.

## Origen del nombre de la Casa Ivrea
Los miembros de este linaje fueron llamados también Anscari, por Anschaire I de Ivrea (860-902). Este último emigró a finales del siglo IX a Italia, donde fue nombrado marqués de Ivrea del Imperio Carolingio en la región del Piamonte, siendo la base muchos de sus descendientes, y origen del nombre del linaje.
Sin embargo, el primer miembro conocido de esta línea fue Amédée d'Oscheret (790-867).

## Historia de la Casa de Ivrea

### Reyes de Italia
Uno de los marqueses de Ivrea, Berengario II de Ivrea, hijo de Adalberto I de Ivrea y Gisela de Friuli y nieto materno de Berengario I de Italia, logró coronarse Rey de Italia y emperador de los Romanos en el 950. Sin embargo, fue destituido al año siguiente por Otón I del Sacro Imperio Romano Germánico. 
Tratando en vano recuperar el poder, Otón lo recluyó en Bamberg, donde murió en el año 966.
Tras la muerte del nieto de Otón I, Otón III del Sacro Imperio Romano Germánico, el Marqués Arduino de Ivrea, biznieto de Adalberto I de Ivrea, fue coronado Rey de Italia, el 15 de febrero de 1002 en San Michele de Pavía. Sin embargo, el Emperador Enrique II al frente de un ejército salió de Alemania en marzo de 1004, llegando a Trento el 9 de abril. Enrique entró en Pavía y se coronó rey el 14 de mayo en la iglesia de San Michele. Las quejas del populacho contra la dominación germana se hicieron tan fuertes que obligaron al emperador a huir de la ciudad, no sin antes prenderle fuego en venganza por su resistencia. Derrotado Ardiuno, después de un breve interludio en el verano de 1014 durante la cual trató de recuperar su trono, finalmente puso la Corona Real en el altar del monasterio de Fruttuaria, tomando los hábitos de monje. Este monasterio  benedictino había sido fundado en el pueblo de San Benigno Canavese el 23 de febrero de 1003, entre los ríos Orco y Malone, precisamente en presencia de Arduino, su esposa Berta y Ottobiano, obispo de Ivrea, que habían donado bienes para su fundación.

### Condes de Borgoña
Tras la sustitución de Berengario II de Ivrea como Rey de Italia, los miembros de la Casa de Ivrea se establecieron en el Condado de Borgoña, siendo un nieto de Berengario II, Otón-Guillermo de Borgoña I. Conde Palatino de Borgoña de la Casa Ivrea.

### Reyes de León y de Castilla
Una rama más joven de la casa ascendió al trono del Reino de León en el siglo XI, tras el matrimonio de Raimundo de Borgoña, hijo del Conde Guillermo I de Borgoña con la Infanta y después reina Urraca I de León, hija de Alfonso VI de León. Su hijo, Alfonso VII de León, el 26 de mayo de 1135 fue coronado Imperator totius Hispaniae (Emperador de España) en la Catedral de León. Fue este el primer rey de León y de Castilla miembro de la Casa de Borgoña, que se extinguió en la línea legitimada con la muerte de Pedro I el Cruel, quien fue sucedido por su hermano paterno Enrique II de Castilla, primer rey de la Casa de Trastámara, línea agnada de la Anscari extinguida tras la muerte de la reina Juana I de Castilla, madre del Emperador Carlos V del Sacro Imperio Romano Germánico.